# 阿斯尼謝
49°52′8″N 25°21′9″E / 49.86889°N 25.35250°E
阿斯尼謝（烏克蘭語：Яснище），是烏克蘭西部的村莊，隸屬利維夫州的佐洛奇夫區。該村處於塞雷特河畔，始建於600年，面積0.55平方公里，海拔高度350米，2001年人口208。